# Lithodoras
Lithodoras is een monotypisch geslacht van straalvinnige vissen uit de familie van de doornmeervallen (Doradidae).

## Soort
- Lithodoras dorsalis (Valenciennes, 1840)